# The Unwelcome Mrs. Hatch
The Unwelcome Mrs. Hatch è un film muto del 1914 diretto da Allan Dwan.

## Trama
Una donna, che era stata allontanata dalla famiglia, rivede la figlia dopo molti anni, quando, come sarta, lavora al vestito da sposa della ragazza che sta per sposarsi.

## Produzione
Il film fu prodotto dalla Famous Players Film Company.

## Distribuzione
Distribuito dalla Paramount Pictures, il film uscì nelle sale cinematografiche USA il 10 settembre 1914.